# Revenant Records
Revenant Records ist ein unabhängiges amerikanisches Plattenlabel, das sich insbesondere auf Jazz-, Country- und Bluesmusik konzentriert. Das Unternehmen wurde 1996 in Austin (Texas) von John Fahey und Dean Blackwood gegründet.

## Bedeutung
Revenant Records hat sich auf Reissue-Editionen vor allem früher amerikanischer Musik spezialisiert hat, aber auch Werke von Charlie Feathers, The Stanley Brothers und Jenks Carman. Daneben wurden dort aber auch Avantgardekünstler wie Derek Bailey, Cecil Taylor, Captain Beefheart oder Jim O’Rourke verlegt.
Aufsehen erregte die Veröffentlichung der Gesamtausgabe des Werkes von Charley Patton mitsamt einem umfangreichen Apparat im Oktober 2001; diese in einer Box mit sieben CDs veröffentlichte Edition Screamin' and Hollerin' the Blues: The Worlds of Charley Patton erhielt 2003 drei Grammy Awards. 2004 veröffentlichte das Label die Sammlung Holy Ghost: Rare & Unissued Recordings (1962-70) mit neun CDS von bis dahin unveröffentlichten oder seltenen Aufnahmen mit dem Free-Jazz-Pionier Albert Ayler. 2013 und 2014 wurde dort das Labelporträt The Rise and Fall of Paramount Records 1917-1927 veröffentlicht.